# Конвой SL 68
Конвой SL 68 (англ. Convoy SL 68) — 68-й атлантичний конвой серії SL, що формувався з поодиноких суден, які подорожували до Фрітауна з Південної Америки, Африки та Індійського океану, незалежно один від одного, й зазвичай прямували далі на останньому етапі їхнього плавання до Ліверпуля на Британських островах під охороною ескорту. Конвой складався з 60 транспортних суден, що під ескортом 10 кораблів Королівського флоту вийшли з Фрітауна 13 березня 1941 року. 16—17 березня транспортний конвой атакували німецькі субмарини, які сім суден затопили й два пошкодили. Конвой розсіявся й поодинці судна прибули до Ліверпуля 21 березня 1941 року.

## Кораблі та судна конвою SL 68[1]

### Транспортні судна
Позначення
| Назва                      | Прапор                | Тоннаж (GRT) | Прим.                                                                      |
| -------------------------- | --------------------- | ------------ | -------------------------------------------------------------------------- |
| Aldington Court (1929)     | Велика Британія       | 4 891        |                                                                            |
| Alexandra (1913)           | Грецьке королівство   | 4 355        | зіткнувся під час переходу з Cap Des Palmes                                |
| Alphacca (1928)            | Нідерланди            | 5 759        |                                                                            |
| Alpherat (1928)            | Нідерланди            | 5 759        |                                                                            |
| Andalusian (1918)          | Велика Британія       | 3 082        | 17 березня потоплено німецьким ПЧ U-106                                    |
| Baron Inchcape (1917)      | Велика Британія       | 7 005        |                                                                            |
| Beckenham (1937)           | Велика Британія       | 4 636        |                                                                            |
| Beondoran (1910)           | Велика Британія       | 5 567        |                                                                            |
| Benwyvis (1929)            | Велика Британія       | 5 920        | 21 березня потоплено німецьким ПЧ U-105                                    |
| Bosworth (1919)            | Велика Британія       | 6 672        |                                                                            |
| Brika (1929)               | Велика Британія       | 4 412        |                                                                            |
| Brittany (1928)            | Велика Британія       | 4 772        |                                                                            |
| Canton (1938)              | Велика Британія       | 15 784       |                                                                            |
| Cap Des Palmes (1935)      | Франція               | 3 082        | зіткнувся під час переходу з Alexandra                                     |
| Clan Macilwraith (1924)    | Велика Британія       | 4 839        |                                                                            |
| Clan Macnab (1920)         | Велика Британія       | 6 076        | 17 березня затонув унаслідок зіткнення зі Strix                            |
| Clan Macwhirter (1918)     | Велика Британія       | 5 941        |                                                                            |
| Clan Ogilvy (1914)         | Велика Британія       | 5 802        | 21 березня потоплено німецьким ПЧ U-105                                    |
| Cressdene (1936)           | Велика Британія       | 4 270        |                                                                            |
| Djambi (1919)              | Нідерланди            | 6 984        |                                                                            |
| Dolius (1924)              | Велика Британія       | 5 507        |                                                                            |
| Dodrecht (1928)            | Нідерланди            | 6 984        |                                                                            |
| Edward Blyden (1930)       | Велика Британія       | 5 003        |                                                                            |
| Eemland (1906)             | Нідерланди            | 4 188        |                                                                            |
| Fernbank (1924)            | Норвегія              | 4 333        |                                                                            |
| Glenshiel (1924)           | Велика Британія       | 9 415        |                                                                            |
| Gloucester Castle (1911)   | Велика Британія       | 8 006        |                                                                            |
| Henri Mory (1920)          | Велика Британія       | 2 564        |                                                                            |
| Hermiston (1939)           | Велика Британія       | 4 813        |                                                                            |
| Hoegh Scout (1939)         | Норвегія              | 9 924        |                                                                            |
| Indochinois (1939)         | Велика Британія       | 6 966        |                                                                            |
| Jaastroom (1922)           | Нідерланди            | 2 480        |                                                                            |
| Jhelum (1936)              | Нідерланди            | 4 038        | 21 березня потоплено німецьким ПЧ U-105                                    |
| King Stephen (1928)        | Велика Британія       | 5 274        |                                                                            |
| Leighton (1921)            | Велика Британія       | 7 412        |                                                                            |
| Mandalika (1930)           | Нідерланди            | 7 750        | 17 березня потоплено німецьким ПЧ U-105                                    |
| Mary Kingsley (1930)       | Велика Британія       | 5 021        |                                                                            |
| Medjerda (1924)            | Велика Британія       | 4 380        | відстало від головних сил конвою і 18 березня потоплено німецьким ПЧ U-105 |
| Meerkerk (1916)            | Велика Британія       | 7 995        | 20 березня пошкоджено німецьким ПЧ U-106                                   |
| Moena (1923)               | Нідерланди            | 9 286        |                                                                            |
| New Columbia (1920)        | Велика Британія       | 6 574        |                                                                            |
| Niceto De Larrinaga (1916) | Велика Британія       | 5 591        |                                                                            |
| Nicolaou Zografia (1913)   | Грецьке королівство   | 7 050        |                                                                            |
| Oltenia (1928)             | Румунське королівство | 6 394        |                                                                            |
| P.L.M.27 (1922)            | Велика Британія       | 5 633        |                                                                            |
| Parkhaven (1920)           | Нідерланди            | 4 803        |                                                                            |
| Port Auckland (1922)       | Велика Британія       | 8 789        |                                                                            |
| Port Sydney (1914)         | Велика Британія       | 9 129        |                                                                            |
| Prince Rupert City (1929)  | Велика Британія       | 4 749        |                                                                            |
| Riley (1936)               | Велика Британія       | 4 993        |                                                                            |
| Robert Maersk (1937)       | Велика Британія       | 2 290        |                                                                            |
| Rochester Castle (1937)    | Велика Британія       | 7 795        |                                                                            |
| Saint Gobain (1937)        | Швеція                | 9 959        |                                                                            |
| St.Merriel (1925)          | Велика Британія       | 4 980        |                                                                            |
| Stiklestad (1938)          | Норвегія              | 9 349        |                                                                            |
| Strix (1930)               | Норвегія              | 6 219        |                                                                            |
| Susan Maersk (1923)        | Велика Британія       | 2 355        |                                                                            |
| Tapanoeli (1924)           | Нідерланди            | 7 031        | 17 березня потоплено німецьким ПЧ U-106                                    |
| Thyra (1925)               | Швеція                | 1 796        |                                                                            |
| Widestone (1920)           | Велика Британія       | 3 192        |                                                                            |

### Кораблі ескорту
| Назва                 | Прапор                                  | Тип корабля                           | Прим.                                     |
| --------------------- | --------------------------------------- | ------------------------------------- | ----------------------------------------- |
| «Календула»           | Військово-морські сили Великої Британії | корвет типу «Флавер»                  | 12-21 березня                             |
| HMS Canton (F97)      | Військово-морські сили Великої Британії | допоміжний крейсер                    | 12-21 березня                             |
| «Крокус»              | Військово-морські сили Великої Британії | корвет типу «Флавер»                  | 12-21 березня                             |
| «Малая»               | Військово-морські сили Великої Британії | лінійний корабель «Квін Елізабет»     | 20 березня пошкоджений німецьким ПЧ U-106 |
| HMS Kelt (FY 112)     | Військово-морські сили Великої Британії | протичовновий траулер                 | 12-15 березня                             |
| «Маркеріт»            | Військово-морські сили Великої Британії | корвет типу «Флавер»                  | 12-20 березня                             |
| «Морішиес»            | Військово-морські сили Великої Британії | легкий крейсер типу «Коронна колонія» | 12-15 березня                             |
| HMS Turcoman (FY 130) | Військово-морські сили Великої Британії | протичовновий траулер                 | 12-15 березня                             |
| «Вішарт»              | Військово-морські сили Великої Британії | ескадрений міноносець типу «W»        | 15 березня                                |

## Підводні човни, що брали участь в атаці на конвой
Позначення
| Назва | Тип | Командир                      | Результати атаки                                                                                           | Прим. |
| ----- | --- | ----------------------------- | --- | ----- |
| U-105 | IXB | капітан-лейтенант Георг Шеве  | 18 березня потопив Medjerda, 19 березня Mandalika, 21 березня Clan Ogilvy, Jhelum і Benwyvis               |       |
| U-106 | IXB | капітан-лейтенант Юрген Естен | 17 березня потопив Tapanoeli, Andalusian, 20 березня пошкодив лінкор «Малая» і суховантажне судно Meerkerk |       |